# Aethina tumida
Aethina tumida é um inseto da ordem Coleoptera; um besouro da família Nitidulidae, popularmente chamado pequeno besouro das colmeias (derivado de seu nome inglêsː small hive beetle); causador de uma infestação em colmeias de abelhas Apis mellifera (abelha-europeia), chamada aethinose, e por isso considerado uma praga da apicultura.

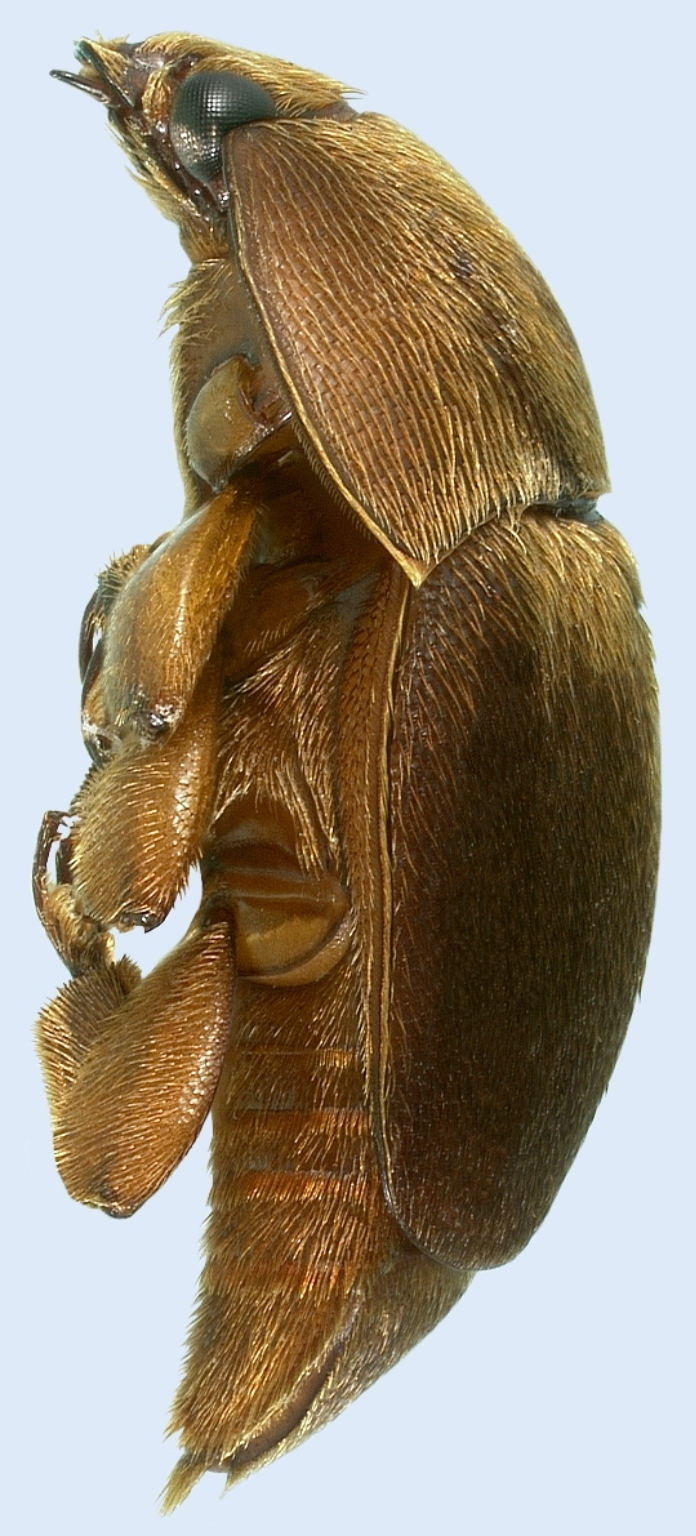
Aethina túmida, o besouro pequeno da colmeia visto de lado.

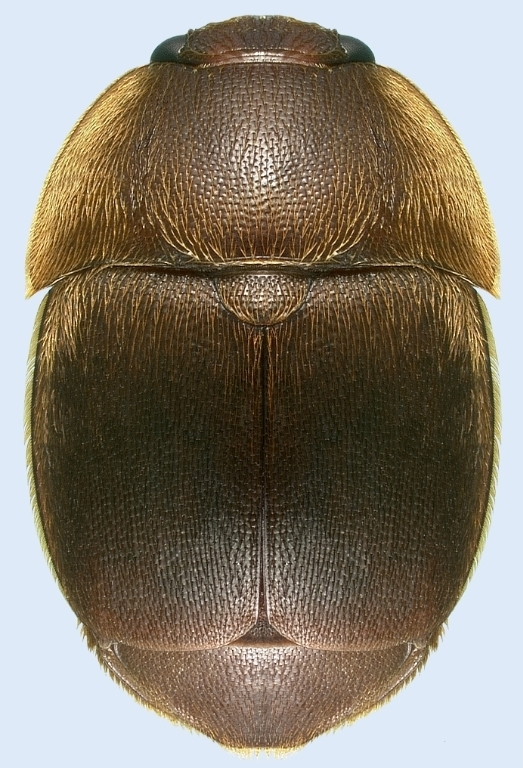
Aethina túmida, o besouro pequeno da colmeia visto de cima.

O Aethina tumida é endémico da África sub-saariana, mas tem se espalhado pelo mundo junto com a apicultura. Este já foi identificado nos Estados Unidos da América (1996), Austrália (2002), Canadá (2002) e Filipinas (2014). Em meados de março de 2015 foi coletada a primeira ocorrência desta espécie no Brasil, em uma colmeia de Piracicaba, São Paulo; relatada em dezembro daquele ano pela Defesa Agropecuária do Estado de São Paulo.
Especula-se que uma combinação de importação de rainhas de outros países e apicultores movendo suas colmeias causaram a disseminação.

## História natural
Aethina tumida foi previamente conhecida apenas das regiões subsaarianas de África, onde ele tem sido considerada uma praga menor de abelhas. A informação do ciclo de vida é conhecida principalmente a partir de estudos na África do Sul.
Adultos: O besouro adulto é marrom escuro ao preto com 5 a 7 mm de comprimento e de 3 a 4,5mm de largura, 3 pares de patas e 2 antenas.
Larvas: Larvas de cor bege com 10-11mm de comprimento, espículas dorsais, 3 pares de patas dianteiras e não tece teias nos favos. A larvas de Aethina tumida podem ser confundidos com as larvas da Gallaria mellonella.
O besouro pequeno das colmeias é um membro da família de escaravelhos ou besouro da seiva. O besouro adulto é marrom escuro ao preto e cerca de um meio centímetro de comprimento. Os adultos podem viver até 6 meses e pode ser observado em quase qualquer lugar em uma colmeia, embora eles são mais frequentemente encontrados na parte traseira do piso de uma colmeia. Os besouros fêmeas depositam massas irregulares de ovos em rachaduras ou fissuras em uma colmeia. Os ovos eclodem em 2-3 dias em larvas de cor branca que vão crescer para 10–11 mm de comprimento. As larvas alimentam-se de pólen e mel, danificando favos, e requerem cerca de 10-16 dias para amadurecer. As larvas que estão prontas para pupar(transformar em pupa) deixam a colmeia e enterram-se no solo perto da colmeia. O período de pupação pode durar cerca de 3-4 semanas. O adultos recém-emergidas buscam fora da colmeias, fêmeas geralmente acasalar e começar a postura de ovos cerca de uma semana após a emergência. O besouros pequenos da colmeia pode ter 4-5 gerações por ano durante as estações mais quentes.[carece de fontes?]

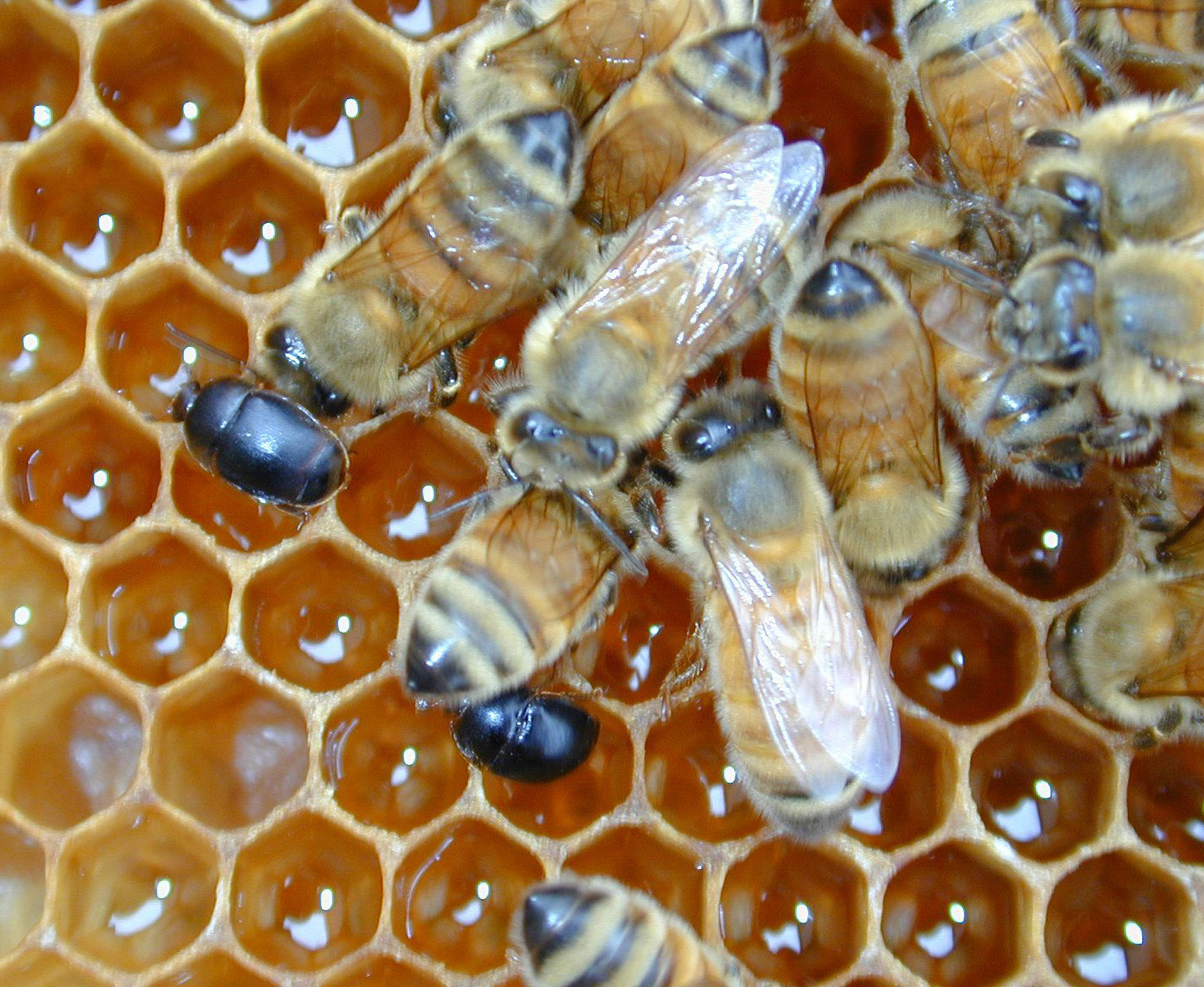
Besouros sobre o favo desoperculado ao lado de abelhas.

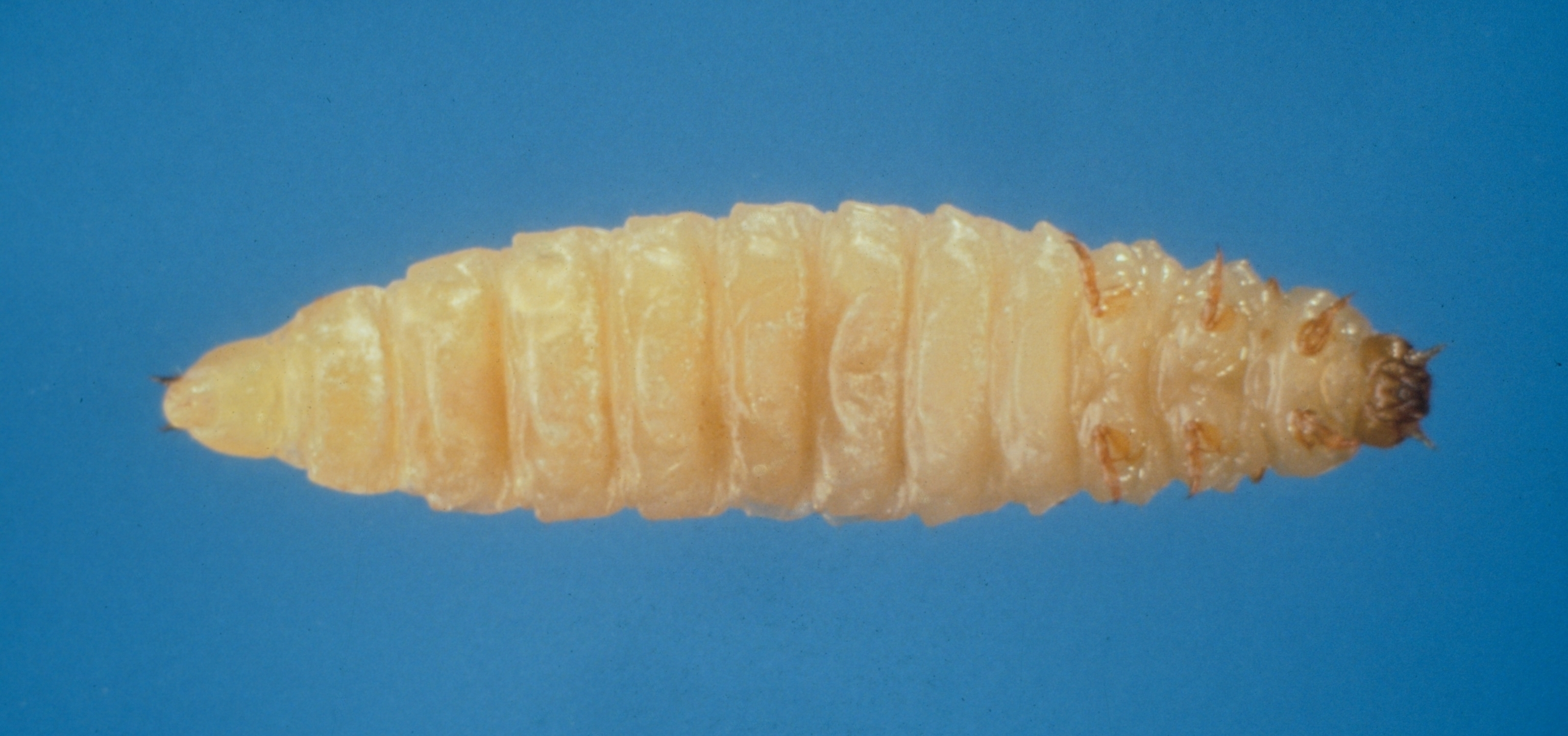
Larva do besouro vista de baixo, mostrando os 3 pares de patas anteriores.

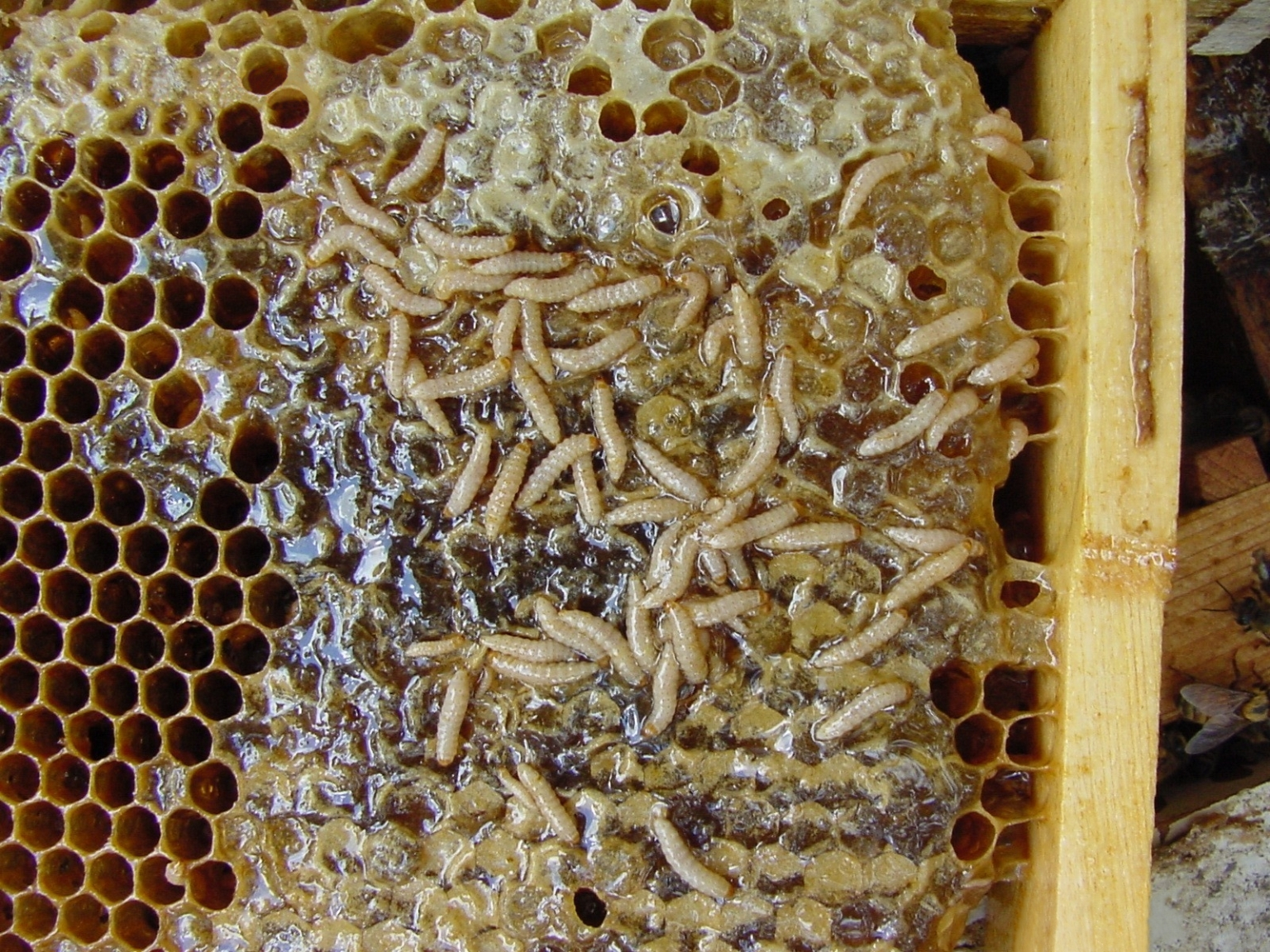
Favo infestado de larvas do besouro pequeno da colmeia. Este nível de infestação causa o abandono da colmeia.

O dano primário para colônias e mel armazenado causada pelo pequeno besouro da colmeia é através da atividade alimentar das larvas. Um resumo tirado de vários relatos de danos causados por esses besouros está listado abaixo:[carece de fontes?]
- As larvas criam túneis através dos favos com o mel armazenado ou de pólen, danificando ou destruindo opérculos e favos.
- As larvas defecam no mel e do mel tornasse desbotado das fezes.[necessário esclarecer]
- Atividade das larvas provocam fermentação e espuma no mel; o mel desenvolve um odor característico de laranjas em decomposição.
- Os danos aos favos e o espumamento causam o escorrimento do mel para fora de favos, criando uma desordem nas colmeias ou na salas de extração de mel.
- As infestações pesadas causam o abandono da caixa pelas abelhas em fuga; alguns apicultores relataram o rápido colapso de colônias ainda fortes.